# Engelbert Drerup

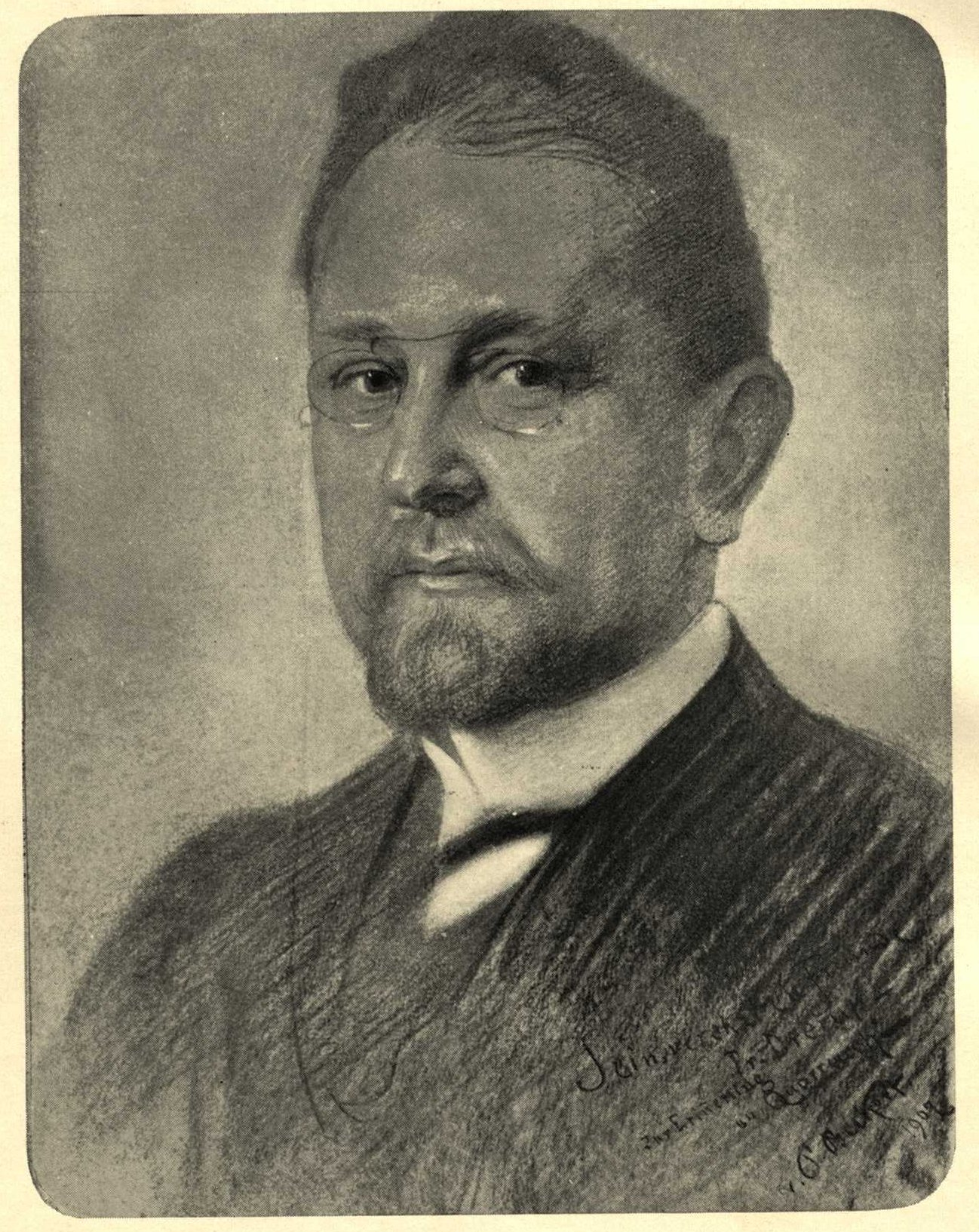
Engelbert Drerup. Kreidezeichnung von Paul Beckert (1906)

Engelbert Drerup, eigentlich Julius Philipp Engelbert Drerup, (* 11. Februar 1871 in Borghorst bei Steinfurt; † 16. September 1942 in Münster in Westfalen) war ein deutscher Klassischer Philologe.

## Leben
Engelbert Drerup, der Sohn eines Postmeisters, Brennerei- und Gasthofbesitzers, besuchte zunächst die Realschule seiner Heimatstadt, später das Gymnasium zu Rheine und das Gymnasium Paulinum zu Münster. Nach der Reifeprüfung (1889) studierte er Klassische Philologie in Münster, München, Freiburg im Breisgau, Berlin und Leipzig. Dort wurde er 1894 mit der Dissertation De codicum Isocrateorum auctoritate promoviert.
Drerup war ein begeisterter KVer, in Münster Mitglied der Germania, in München der Saxonia und in Berlin der Askania-Burgundia. 1893 war er Mitgründer der KV-Ortszirkel in Rom und 1901 in Paris.
Auf das Probejahr am Gymnasium folgte eine einjährige Studienreise durch Italien und Griechenland (1895/1896) und bald darauf (1897) die Habilitation für Klassische Philologie in München. Während seiner Zeit als Münchner Privatdozent lernte Drerup den Dichter Martin Greif kennen und entwickelte starke literarische Interessen. Er verfolgte jedoch weiterhin eine akademische Karriere. 1906 wurde er zum außerordentlichen Professor ernannt. 1910 wurde er Ehrenmitglied der Archäologischen Gesellschaft in Athen.
1913 erhielt Drerup einen Ruf der Universität Würzburg zum ordentlichen Professor, dem er folgte. 1923 wechselte er an die niederländische Universität Nijmegen, wo er 1929 zum Dekan und 1930 zum Rektor gewählt wurde. 1939 trat er in den Ruhestand. Im April 1941 zog er nach Münster, wo er nach langer Krankheit am 16. September 1942 starb.
Drerups Forschungsschwerpunkte waren die antike Rhetorik, Homerforschung und die Aussprache des Griechischen. Er veröffentlichte zahlreiche Monografien und Aufsätze, daneben auch eigene Gedichte.
Sein Sohn war der Klassische Archäologe Heinrich Drerup.

## Schriften
- Isocratis opera omnia (hrsg.), Band 1 (mehr nicht erschienen), Leipzig 1906.
- Aus einer alten Advokatenrepublik. (Demosthenes und seine Zeit) Paderborn 1916.
- Die Schulaussprache des Griechischen von der Renaissance bis zur Gegenwart.  Schöningh, Paderborn, 1930–1932, Nachdruck Johnson, New York, London 1968.
  - Teil 1: Vom XV. bis zum Ende des XVII. Jahrhunderts. 1930 (Studien zur Geschichte und Kultur des Altertums. Ergänzungsband 6)
  - Teil 2: Vom XVIII. Jahrhundert bis zur Gegenwart. 1932 (Studien zur Geschichte und Kultur des Altertums. Ergänzungsband 7)